# 双性恋

雙性戀自我肯定旗

雙性戀，一般指對男性和女性皆產生愛慕感、能與之建立浪漫關係，或認為兩者皆有性吸引力的一種現象；在某些定義中會把當中的「男性或女性」替換成「多於一種性別或社會性別」。它也可定義為不論對象的性別或性別認同如何，都能對其產生愛慕感或認為其擁有性吸引力的一種現象——這種情況可稱為泛性戀。
在大部分語境下，雙性戀一詞是指當事人認為不論男性還是女性，皆有想與之建立性或浪漫關係的魅力。它是三大主要性傾向分類之一，與異性戀、同性戀並列於性取向連續體之內。自認為雙性戀者的人不一定會認為兩性皆擁有一樣的性吸引力；不少自認為雙性戀者的人會認為某種性別相對較有性吸引力。
目前科學界尚未就雙性戀的形成原因找到確切答案，不過他們相信它的形成受到基因、激素和環境等因素的影響，且不認為它是一種選擇。儘管目前沒有一套有關雙性戀成因的理論得到科學界廣泛支持，但他們仍偏向支持有生物性基礎的理論。與社會性因子相比，生物性因子得到更多的證據支持，對於雙性戀男性的情況而言更是如此。
雙性戀可見於各種人類社會的歷史記載，同時也存在於其他動物当中。而雙性戀一詞的英語「bisexuality」則誕生於19世紀。

## 定義

### 性取向、性向認同與性行為
雙性戀是指能與男性和女性建立浪漫關係，或認為兩者皆有性吸引力的一種現象。美国心理学会指出：「性取向是一個連續體。換句話說，一些人不一定是絕對的異性戀者或同性戀者，但是可處於兩者之間，或偏向其中一邊。性取向的發展縱貫一個人的一生——不同的人會在不同的人生階段意識到自己是異性戀者、雙性戀者，抑或是同性戀者。」
認為有性吸引力的對象、性行為及性向認同可以出現不一致的情況，認為有性吸引力的對象或性行為不一定跟性向認同相符。一些自我認定為異性戀者、雙性戀者、同性戀者的人不一定對此有過任何相符的性經歷。另有一些有過同性性行為的人不會認為自己屬LGB社群的一員。同樣，自我認定為同性戀者的人也可能會展現對異性的性興趣，但不會因此認為自己是雙性戀者。 酷兒及多邊戀也可用於描述一種性取向認同或性行為模式。
一些資料來源指雙性戀一詞包含能與所有性別認同者建立浪漫關係、認為他們都擁有性吸引力的意思；或定義其為不論對象的性別及性別認同為何，皆認為其擁有性吸引力，能與之建立浪漫關係——使它的意思跟泛性戀相近或相同。泛性戀這一概念為對「只有兩種社會性別」（性別二元論）的概念之蓄意抵制，泛性戀者願意跟不完全認定自身為男性或女性的人建立浪漫關係。
雙性戀活動家羅賓·奧克斯定義雙性戀為「能對多於一種性別或社會性別感到魅力和/或性吸引力的現象。雙性戀者不一定同時對多於一種性別感到魅力和/或性吸引力，展現方式及所感受到的程度也可能存有不同。」

羅薩里奧、施恩蕭、亨特、布勞恩於2006年指出：
……同性戀或雙性戀的性認同發展是非常複雜且因人而異的。LGB社群不像其他少數社群（比如少數族裔或種族）般，能在認識、加強、支持這一身份認同的共同體中成長；相反他們通常會在對同性戀一無所知或充滿敵意的環境中成長。
研究證實雙性戀也可作為一種過渡性的性傾向認同。羅薩里奧等人進行了一項有關LGB青年性認同發展的纵向研究，最後「分別找到了證明性認同會在一段時間跨度內保持一致/出現變化的證據」。不論其最初自評為雙性戀者還是同性戀者，該些青年於隨後評價中自認為同性戀者的可能性為雙性戀者的3倍。在一開始評價的時候自認為雙性戀者的青年當中，有6-7成人於隨後評價中繼續維持原本的身份認同，約3-4成人改認定自己為同性戀者。羅薩里奧等人於是結論道：「儘管大部分青年在整個研究中會維持雙性戀這個性身份認同，但對於一些青年而言，雙性戀只是一種過渡性的性傾向認同，他們會於後來認定自己為同性戀者。」 麗莎·黛蒙德也為此進行了一項纵向研究，其跟蹤了一群自認為女同性戀者、雙性戀者、不進行任何標籤的女性，結果發現在十年跨度內，「維持『女同性戀』及『不進行任何標籤』這兩個性身份認同的女性多於捨棄的……雙性戀/『不進行任何標籤』的女性對同性/其他性別產生愛慕感的整體比例相當穩定。」 黛蒙德也對男雙性戀者進行過調查，結果發現「大部分人會在某個時段從『自認為同性戀者』過渡至『自認為雙性戀者、酷兒，或不為此進行任何標籤』，如同從『自認為雙性戀者』過渡至『自認為同性戀者』般。」

### 金賽量表
動物學家阿尔弗雷德·金赛在20世紀40年代提出依據某人在特定時間內的經驗或反應，來測量性傾向的連續式量表，亦即金賽量表。其測量範圍從絕對的異性戀（0級）到絕對的同性戀（6級）。金赛在研究人類的性後，認為即使當事人目前沒表現出相關跡象，也有可能是異性戀者或同性戀者。評為2-4級的人經常被認為是雙性戀者，因為他們處於兩極之間。馬丁·S.溫伯格和科林·J.威廉姆斯這兩位社會學家寫道，在原則上，處於1-5級的人也可被認定為雙性戀者。
心理學家吉姆·麥克奈特寫道，金賽量表只含蓄地包含「雙性戀是一種處於同性戀和異性戀之間的性傾向」的概念。自艾倫·貝爾和溫伯格共著的《同性戀：多元男女研究》出版以後，這個觀點便受到了「嚴重的挑戰」。

## 人口數
在科學估計中，雙性戀的盛行率從0.7%到8%不等。出版於1993年的《傑納斯性行為報告》顯示，5%的男性和3%的女性自認為雙性戀者，4%的男性和2%的女性自認為同性戀者。
21世紀初的雙性戀人口統計結果各有不同。美國全國衛生統計中心於2002年發表了一項調查，結果發現在年齡介乎18-44歲的男性中，有1.8%自認為雙性戀者，2.3%自認為同性戀者，3.9%自認為「其他性傾向者」；對於年齡處於同一水平的女性而言，有2.8%自認為雙性戀者，1.3%自認為同性戀者，3.8%自認為「其他性傾向者」。2007年，《紐約時報》健康專欄上的一篇文章指「1.5%的美國女性和1.7%的美國男性自認為雙性戀者。」同年，《Psychology Today》上的一篇文章指14.4%的美國年輕女性自認為「不是嚴格意義上的異性戀者」，5.6%的男性自認為同性戀者/雙性戀者。2011年，一項發表於《生物心理學》 期刊上的研究顯示，有男性研究對象會自認為雙性戀者，並對男性和女性皆能產生性興奮。《國民健康訪問調查》為首項美國政府主導的大型性傾向調查，它於2014年7月公佈首項調查結果，指只有0.7%的美國人自認為雙性戀者。
2016年的一篇綜述發現，一系列的西方研究皆顯示10%的女性及4%的男性自認「偏向於異性戀者」，1%的女性及0.5%的男性自認為雙性戀者，0.4%的女性及0.5%的男性自認「偏向於同性戀者」。
儘管双性恋行為的盛行率在不同文化下存有差異，但沒有實質性證據表明對同性的愛慕會出現很大的文化差異。世界卫生组织估計全球有3-16%的男性從事過同性性行為，當中很多也從事過異性性行為。

## 研究、理論、觀點
目前科學界尚未就同性戀、雙性戀、異性戀的形成原因達成共識。不過他們相信性傾向是由生物因子（包括基因）和環境因子（包括出生順序、接觸特定的產前激素、母親的產前壓力）的共同作用所促成。
美國兒科學會指出：「性傾向很有可能不是某個特定因素所引致，它較有可能是一系列因素的共同作用所促成，包括基因、激素、環境。」美国心理学会表示：「性傾向的形成原因可能有很多，且可能因人而異……對於大多數人而言，性傾向自幼便已確定形成。」美國精神醫學學會指出：「迄今為止，沒有具重現性的科學研究支持同性戀的生物性成因。同樣目前還沒有找到特定的家庭動態因素或心理因素會使人出現同性戀傾向，包括兒時有否遭受性虐待。」相關研究在對同性戀的政治及社會爭議上，扮演了一定角色。且可引起人們對遺傳指紋分析和產前診斷的擔憂。
马格努斯·赫希菲尔德相信可透過發育中的胎兒的雙性戀特質，來解釋成年人的性傾向：他相信在每個胚胎中皆存有一個「愛慕中心」，用以決定對男性還是女性產生愛慕感。在大多數情況下，「愛慕中心」會朝向對異性產生愛慕感的方向發展，遠離另一側使人對同性產生愛慕感的方向；對於同性戀的情況而言則相反。神經科學家西蒙·萊維對赫希菲尔德的雙性戀發展理論進行了批評，指其令人費解；萊維主張赫希菲尔德未能區分在發育早期階段尚未性分化的腦部和個體的性取向。萊維指出，赫希菲尔德相信大多數雙性戀者對同性的愛慕感相對較低，因此有可能可以限制年輕人繼續發展相關的感受。
赫希菲爾德提出了一個用以量度性慾望之強度的量表。它用A（異性戀）、B（同性戀）、A+B（雙性戀）來表達性慾望的投射方向。若某人在此量表中的測量結果為「A3、B9」，即表示其對異性只有少許愛慕傾向，擁有較強的同性愛慕傾向；「A0、B0」即為無性戀；「A10、B10」即對兩性皆有很強的愛慕傾向。萊維後來把這一量表跟金賽量表作比較。
西格蒙德·弗洛伊德相信若從兩性的生理特性來看，每個人都是雙性戀者。他從解剖學的角度來看待這一種性向，以此推及心理層面。他把心理上的雙性戀的其中一個面向定義為「認為兩性皆有性吸引力」。弗洛伊德相信，在性發展的過程中，雙性向的陽剛面會分別化為男性的支配氣質及女性的陰柔氣質，但是所有成年人的性慾望都源於兩者。不過在性慾望的層面上，弗洛伊德並不認為所有人都是雙性戀者。桑德·拉多及隨後的一眾精神分析學家皆不支持弗洛伊德有關雙性戀的看法。拉多認為人類當中不存在生物學上的雙性戀者。精神分析學家埃德蒙德·伯格勒在《同性戀：一種疾病還是一種生活方式？》（Homosexuality: Disease or Way of Life?，1957年出版）一著中指所有「雙性戀者」皆是同性戀者。
1981年，艾倫·貝爾等在《性偏好》一著中指出，與異性戀者和同性戀者相比，雙性戀者的性偏好跟成人以前的性感覺存有相對較少的聯繫。因此他們推論雙性戀更受社會和「對同性戀者的學習」的影響。利蒂希亞·安妮佩·皮勞等人寫道，貝爾等有關「同性戀比起雙性戀更受生物性因子的影響」的觀點可信性頗低，因為其沒有得到充分測試，且與像「接觸產前激素」般的證據有所衝突。
人類的雙性戀常跟同性戀放在一起研究。范·威克和蓋斯特認為這在性研究上是一項問題，因為少數獨立地探討雙性戀的研究發現，雙性戀跟同性戀或異性戀在很多層面存有相異之處。此外雙性戀並不總是處於性取向二分法的中央地帶。研究指双性恋受到生物、認知、文化的相互作用所影響，所以其會有類型之分。
在現有爭論上，有關性傾向的生物性解釋受到社會科學家的質疑，當中聲浪又以鼓勵女性在性上自主地作出決定的女性主義者為高漲。有研究發現男同性戀者和女同性戀者在此事上存有態度差異，男同性戀者更有可能把自身的性態歸因於生物性因子，「反映此一文化當中普遍男性的經歷，但女同志社群的複雜性則沒有如實反映出來。」 另外也有證據表示女性的性態顯著更受文化和語境因素所影響。
評論家卡米爾·帕格利亞視雙性戀為一種理想的性向，並向民眾推廣之。哈佛大學文學教授瑪喬麗·加伯在《反之亦然：日常生活中的雙性戀和情慾》（Vice Versa: Bisexuality and the Eroticism of Everyday Life）一著中稱，若沒有性壓抑或缺乏相關機會等因素的影響，許多人皆會成為雙性戀者。

### 腦部結構和染色體
萊維於1991年為18名男同性戀者、1名男雙性戀者、16名推定為異性戀的男性、6名推定為異性戀的女性進行了屍檢，發現男同性戀者前下丘脑的INAH 3神經核比男異性戀者的小，與女異性戀者的大小相近。儘管在報告中萊維把該名男雙性戀者跟男同性戀者編成一組，但其INAH 3比男同性戀者為小。
一些證據支持能找到預測某基因男性（genetic males）為雙性戀的生物學先兆。Money於1988年指出，擁有多於一條Y染色體的基因男性更有可能是雙性戀者、性偏離者、易衝動者。

### 演化學理論
一些演化心理學家認為對同性的愛慕傾向不具有演化適應上的價值，因為它不跟成功繁殖有關。並把雙性戀取向歸因於腦部可塑性的正常變異。較後來提出的理論認為同性結合可能有助於使男性在社會上向上流動，繼令其更易結識女性伴侶，增加繁殖機會。女性的同性結合或有助於使其移至群體的核心地帶，使其擁有較大機會獲取資源，增加她們更成功地養育後代的機會。
昆士蘭醫學研究院的布倫丹·齊奇提出了另一套理論：認為展現了女性特質的男性對女性較有吸引力，因此更有可能會選擇與之交配，這使他們的基因保有令其不排斥異性戀的傾向。
在2008年發表的一項研究中，作者亦指出：「現有可觀的證據顯示，人類性傾向會受到基因所左右，所以研究者尚不了解低成功繁殖度的同性戀如何能在人口中維持著相對較高的佔比……我們假設使人較易成為同性戀者的基因會降低擁有者的成功繁殖機會，使擁有後代的異性戀者從中獲取利益。」他們的研究結果顯示：「使人較易成為同性戀者的基因可能會使異性戀者在交配上存有優勢，這有助解釋同性戀人口的演化及維持。」
科學家艾米麗·斯科爾在《科學美國人：頭腦》上指出，同性戀和雙性戀行為在幾種物種中並不少見，而它會促進該些物種的紐帶：「同性戀行為愈多，該物種便愈平和。」 該篇文章指出：「動物個體不能像人類般分為『直』和『基』：一隻跟同性調情或形成伴侶關係的動物不一定會把其異性傾向關掉。相反許多物種都把根深蒂固的同性戀傾向視為其社會常規的一部分。也就是說，小動物當中可能沒有嚴格意義上的同性戀，只有雙性戀。動物不會為自己的性做個什麼認同出來，牠們只會發生性行為。」

### 男性化
女性的男性化和男性的超男性化一直以來便是性傾向研究中的核心議題。現有幾項研究顯示雙性戀者擁有高男性化的特點。拉托雷和韋爾登貝格於1983年發表了一項研究，當中他們試圖找出女同性戀者、女雙性戀者、女異性戀者的人格特質有何差異。最後他們發現雙性戀者的不安全感相對較少。此一發現把雙性戀者定義為「充滿自信的」和「心理較容易平穩」。此一特點會使其比起其他測試對象更具有男性氣質。這項研究沒有考慮社會規範及偏見等因素，且沒有測量男同性戀者的女性化。
一項發表於《耳鼻喉研究协会杂志》上的比較研究顯示，女性的聽覺敏感度一般較男性佳，研究者假設此一現象是一種跟幼時聽力有關的遺傳傾向。此外其發現與女異性戀者相比，女同性戀者和女雙性戀者對聲音更為敏感，這可能顯示後者擁有不能容忍高音調的遺傳傾向。而不論男同性戀者、男雙性戀者，抑或是男異性戀者，他們的聽收模式都沒有明顯差異。但在亞組「具有超女性化特點的男同性戀者」當中便有明顯的差異（與上述三組相比），他們的測試結果跟女異性戀者相近。

### 產前激素
產前激素理論認為，在產前接觸較多性激素的人會擁有較為男性化的大腦，日後成為雙性戀者或同性戀者的可能性也較高。但至今仍沒有研究為此一理論提供證據。針對某些特定變項（比如有否患上先天性腎上腺增生症、有否接觸己烯雌酚）的研究顯示，產前接觸較多睾酮或雌激素的人，在成年時有較高機會出現圍繞著女女性行為的性幻想。上述兩種激素較跟雙性戀有關，跟同性戀則沒有那麽相關。
現有研究顯示，第二根和第四根手指（食指和無名指，2D:4D）的指長比跟產前接觸的睾酮量負相關，跟雌激素量正相關。量度2D:4D指長比的研究發現，同性戀者的相關數字在統計上存有顯著偏差——他們的無名指較長；雙性戀者的指長比較同性戀者為低。這反映了同性戀的形成原因可能在於產前接觸的睾酮量較高，以及雌激素量較低；更高的睾酮量則可能跟雙性戀有關。由於睾酮在性別分化中扮演了重要角色的緣故，所以此類研究提供了男同性戀的基因性形成潛在理論。
產前激素理論認為，同性戀傾向是因產前接觸較多的睾酮所致——這會使當事人擁有較為男性化的大腦。但這跟認為「同性戀是因男性的大腦偏向女性化所致」的假說互相矛盾。不過其他理論認為同性戀可能是因自由睾酮所致，這會令某些腦區欠缺受體。因此腦部某些部分可以呈女性化狀態，而包括2D:4D指長比在內的其餘特徵則可以超男性化。

### 性慾
范·威克和蓋斯特總結了幾項有關雙性戀者的性慾的研究，發現與異性戀者或同性戀者相比，雙性戀者進行性活動及性幻想的頻率較高，亦較常對性展現慾望。該些研究顥示男雙性戀者及女雙性戀者對異性進行性幻想的頻度高於異性戀者或同性戀者；與男異性戀者相比，男雙性戀者較常跟女性發生性行為；他們的自慰頻率在相比之下亦較高，但對自己的婚姻生活則較不滿意；比起女異性戀者或同性戀者，女雙性戀者於一週內達至高潮的次數較多，並經常宣稱相關的感覺較強。女雙性戀者開始熱衷於異性性行為及自慰的平均年齡較小，並更对自慰表示享受；她們還會從事較多種類的性行為。
研究發現對於大多女性而言，高漲的性慾跟兩性對自身的性吸引力同時較高有關。但對於男性而言，高漲的性慾跟男女其中一方對自身的性吸引力較高有關，無關於兩性同時對自身的性吸引力較高。因此對於女雙性戀者而言，高漲的性慾跟兩性對自身的性吸引力較高有關；但對於男雙性戀者，高漲的性慾跟男女其中一方對自身的性吸引力較高，另一方較弱有關。

## 社群
雙性戀社群包涵了LGBT社群內自認為雙性戀者、泛性戀者、性向認同流動者的成員。由於一些雙性戀者認為不論同志圈還是直人圈都不能夠順利融入，且他們有「大隱於市」的傾向，所以一些雙性戀者立志要建構専屬的社群、文化、政治運動。不過也有一些雙性戀者順利融入同志圈或直人圈。此外還有視融入同志圈或直人圈為迫不得已的雙性戀者；在出櫃後他們有機會被原來的同志圈或直人圈所排斥。心理學家貝絲·費爾斯坦指出，雙性戀者傾向於內化與伴侶選擇有關的社會態度。此外他們亦感受到要自身不坦誠地自認為同性戀者的壓力——因為他們的回答有機會被視為對單配偶制這一社會價值的否定。這種來自社會的壓力有可能會影響雙性戀者的精神健康，為此相關專業人士已開發出針對雙性戀者的特定心理治療法。
在流行文化中，双性恋行为也与從事同性性行為，但在其他層面上表露出異性戀取向的男子有關。不過他們大多數不會自認為双性恋者。
皮尤研究中心於2013年為美國進行了一項調查，其結果顯示只有28%的雙性戀者宣稱「大多數或所有跟自身有重要關係的人知道自己為LGBT的一分子」，相比之下有77%的男同性戀者及71%的女同性戀者者認同上述句子。此外若以性別來作進一步歸納，只有12%的男雙性戀者宣稱已出櫃，相比下女雙性戀者有33%。

### 認知與歧視
雙性戀者就像其他屬於LGBT社群的成員一樣，會受到社會所歧視。除了跟恐同有關的歧視之外，雙性戀者亦經常受到來自男同性戀者及女同性戀者的歧視。大眾廣為相信「所有人皆是雙性戀者」（對於女性的情況而言更是如此）或「沒有雙性戀這一獨特認同」這兩個錯誤信念。上述信念源自兩個觀點：在异性恋主义者的假設中，人們一定會認為異性具有性吸引力，故可推論所謂的雙性戀者只是在探索中的异性恋者。此外單性戀霸權主義者把性傾向視為一個人所偏愛的某種性別，因此相信除非兩性對他們的吸引力相同，否則他們则不會是雙性戀者。在這一種觀點底下，人們只可被分成絕對的同性戀者或絕對的异性恋者；躲在衣櫥且嚮往變直的同性戀者或正在進行性表達的异性恋者。 研究者就單性戀霸權主義者的論點進行了駁斥，指雙性戀為連續體的一部分，不能簡單二分。
男雙性戀者更容易遭認定為「不存在」，有關性取向認同流動的研究更因此引起了爭議。2005年，研究者杰羅夫·里格、梅雷迪思·奇弗、J.邁克爾·貝利以專門雜誌或報紙的廣告募集自認為雙性戀的受試者，然後利用了陰莖血流測量儀去測量他們在觀看只有男性出演或只有女性出演的色情作品時的興奮程度。結果發現該些受試者的興奮模式要不跟男同性戀者相似，就跟異性戀者的模式相近。於是研究者們總結道儘管「在行為或認同上，雙性戀者確實存在」，但到了性吸引或興奮層面則不存在。公正報導及確實組織批評貝利的宣稱「男性的興奮所在就是取向所在」，指其過分簡單化，忽略了行為和自我認同。此外，一些研究者認為他們所用的測量工具過分简陋，不能準確測量受到性吸引時的豐富情感（情慾、感情、欽佩）。美國全國男同性戀與女同性戀特遣小組譴責該項研究及《紐約時報》對其的大篇幅報導，稱它們有缺陷及恐雙。
美國雙性戀學會表示《紐約時報》及其批評者都誤解了貝利的研究。貝利等人於2011年寫道，他們發現和兩性都有性與戀愛關係史的男性，會對兩性的性圖像都產生高水平的性興奮反應。該些研究對像是從一個克雷格列表群组中招募的——该群组的建立目的就是為了跟一對異性伴侶雙方都發生性關係。著者們寫道，儘管此一招募策略為一項重大的變革，但卻無法肯定他們對於雙性戀者群體而言是否具足夠代表性。他們於最後總結道：「自認為双性恋的男子确实有着双性恋興奮模式」，但無法確定此一模式是否適用於自認為雙性戀的典型男性。
双性恋擦除是指在文化、历史、学术界、新聞媒體及其他一次文献中忽视、消除、篡改、重新解释双性恋有關证据的倾向。双性恋擦除的最極端形式則為否定其存在。它在很多時候為恐雙的表現。
大眾對於双性恋者的包容度越来越高，其曝光率亦有這樣的傾向——這種情況在LGBT社群中更是如此。美国心理学家贝丝·弗雷斯通（Beth Firestone）写道，自从她在1996年写出第一本有關双性恋的專著以来：「双性恋已得到了人们的关注，但有关進展卻有着巨大的地理落差。在我国和世界上许多比较偏远的地区，人们对双性恋的认识仍是微乎其微，部分人的腦海甚至沒有這種概念。」

### 符號

雙性戀驕傲旗幟

雙性戀驕傲旗幟為雙性戀社群的常用符號。這個矩形標誌頂部的紅色寬條紋代表同性別的吸引力（同性戀），底部的藍色寬條紋代表不同性別的吸引力（異性戀），和中間窄的紫色條紋表示對兩種性別的吸引（雙性戀）。

重疊的三角形

類似顏色的符號還有藍色和粉紅色重疊的三角形，兩者重合的部分為紫色。這延伸自同性戀社群的常用符號——粉红三角形。

雙月

一些雙性戀者反對使用粉紅色三角形，因為它是希特拉在區別並迫害同性戀者時所用的識別臂章。雙月符號因此便應運而生。德國及週邊國家較常用到這一符號。

### 雙性戀與BDSM
勒纽斯在2001年發表了一篇論文，當中探究了一個据称為泛性戀而設的BDSM社群對雙性戀的接受程度。其背後原因在於出櫃的領地已為男同志和女同志所佔據，雙性戀者則面臨要自己承認「非彼即此」的社會壓力（儘管兩方都只有一半正確）。他於2001年發現BDSM圈子的人對於雙性戀或泛性戀議題及有關爭議持開放態度，但個人偏見和問題使之不願使用有關雙性戀的標籤。勒纽斯在10年后回顧自己的這項研究，並思考有關情況是否有所改變。最後其結論仍是双性恋者在BDSM和Kink社群中的地位沒什麼太大變化，并认为社会对不同的性和性取向的看法亦沒什麼變化。但勒纽斯同時強調，推廣BDSM的泛性恋社群有助于使人们接受更多的另类性表現。
布兰迪·林·思穆拉於2012年寫道，其認為BDSM活動主動抵制常規性別，並列出了三種不同的BDSM雙性戀：性別轉換、建基於性別的風格（因人的性別而使用不同的BDSM玩法）、抵制性別（認為性別不應決定玩法）。思穆拉解释说，BDSM經常挑戰人們的性观念、對於性取向和性别规范的成見。对一些人而言，BDSM和kink能提供一個渠道，以為其創造不斷變化的身份認同。

### 雙性戀與女性主義
女性主義圈子對於雙性戀的看法有很大差異——從視雙性戀為一項可以探討的女性主義議題，到視之為反動派，不一而足。一些曾经参与女同性恋-女性主義運動的女性在意識到男性對自身的吸引力後，以雙性戀者的身份出櫃。在女性主義圈子當中，女同志曾跟雙性戀者發生衝突——1989年至1993年期間的北安普頓驕傲遊行便為其中一個得到廣泛研究的例子，當中很多女性主義者都在為「應否接納雙性戀」、「雙性戀是否跟女性主義兼容」等問題進行爭論。
女同性恋女性主義者很多時候會批評雙性戀是反女性主義的、它是一種虛假意識、渴望跟男性發生性關係的女性都是「受騙和絕望的」。不過自1990年代以來，兩者的緊張關係經已舒緩了不少，因為女雙性戀者在女性主義圈子已更為人接受，但像朱莉·宾德尔般的女同性恋女性主義者仍在批評雙性戀。宾德尔認為女雙性戀不過是因「性享乐」而被推崇的「時尚潮流」罷了，並就雙性戀是否存在這點表示質疑。她亦以挖苦的態度去將雙性戀跟貓咪幻想和撒旦崇拜相提並論。希拉·杰弗里斯於《女同志異端》一文中寫道，儘管很多女性主義者能夠很自在地跟男同志一起工作，但在跟男雙性戀者互動時，則出現渾身不自在的情況。杰弗里斯指出，男同志不太可能性骚扰女性，但双性恋者跟异性恋者一样，都有可能对女性造成困扰。

## 歷史

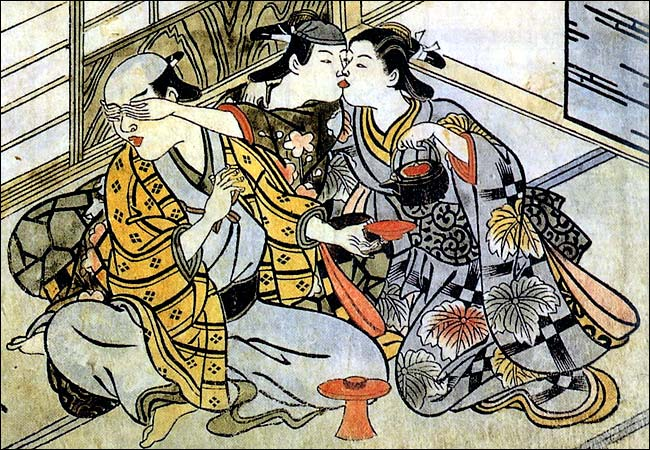
眾道：一个年轻男性招待比其年長的男性情人，並在捂著其眼睛的情況下偷偷跟女工亲吻

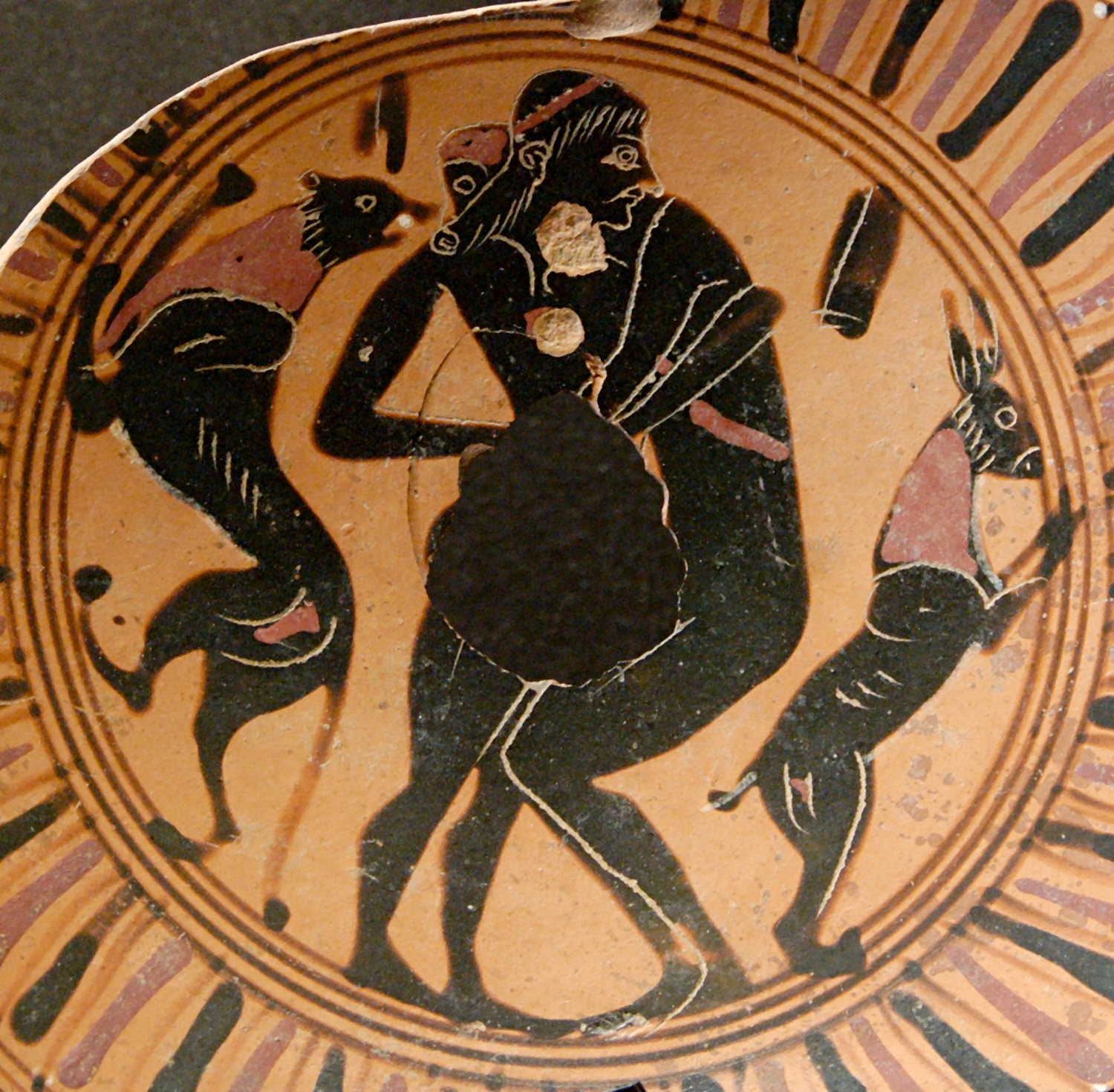
一杯黑彩阁楼杯，上面畫了正在從事股交的年輕男子與少年的模樣（成於約公元前550年-525年，現存於卢浮宫）。

古希腊和罗马并不像现代西方社会般，為各類性關係打上定义明确的标签。擁有同性情人的男人於當時不會遭界定作同性戀者，與此同時他们可能家中有妻，或擁有異性情人。
反映文化习俗的古希臘語宗教文本對雙性戀亦有著墨。它們字里行间的意思有着很多差異——从神秘主义到说教，不一而足。斯巴达人认为，老將與新手之间的爱和情欲关系会使他們更對兵隊忠誠，凝聚力也更高，因為他們都想給情人留下好印象。一旦年轻士兵變得成熟，那麽這種關係就不會再有性方面的意味在內，但目前歷史學家尚不了解他們如何嚴格遵守這種規條。若這種關係一直持續到成年，那麼較年輕的那方就會感受到污名。比如阿里斯托芬稱他們為「euryprôktoi」，即屁股大，並指他們就像個女人般。
同样在古罗马，性别並非性伴侶會否為社會接受的關鍵因素，只要該個男性的享受並沒侵害另一位男士的完整性，那麼即可接受。在古羅馬社會，人們接受生來為自由人的羅馬男子跟男女兩方都發生性關係的情況，只要其在過程中扮演的是侵入方即可。这种行为道德與否的關鍵在於伴侶的社會地位，而不是性別本身。當地人視女性和青年男子为正常的欲望对象，但一旦成了婚，有關男子就只能找奴隸、妓女（通常是奴隸）滿足慾望。古羅馬人認為與男性自由人的妻子、他能夠結婚的女兒、他的年幼兒子、其本人發生性行為是不道德的。若要為性目的而使用他人的奴隸，則需得到其主人的同意。缺乏自制力即表明涉事男性沒能力管好他人，對於在性上欠控制的情況也是如此；过于贪图「低級的感官享受」則會危及涉事精英男子的文化人身份。
阿尔弗雷德·金赛在1940年代間進行了美國首個有關同性性行為的大規模調查。其發現使當時的讀者感到震驚，因為當中指出很多人受到同性吸引和進行過同性性行為。金賽在《男性性行為》中指出「……因此人口中就有46%的人既有異性性行為，又有同性性行為，或者對兩者都有性慾上的反應……在美国所有青春期开始以后的男性人口中，有过同性性行为经历的人至少占37％」。金賽本人不喜歡用「bisexual」（雙性戀）一詞去形容既有異性性行為，又有同性性行為的人，因為這一用詞最初是源自雌雄間性的英語「hermaphroditic」，他於書中指出：「直到證明是性關係源自兩性的生理結構或機能之前，稱某人為『bisexual』是不恰當的 」。儘管後世很多研究者認為金赛高估了受到同性性吸引的實際數字:9:147，但仍認為其研究開創了先河，是有史以來最著名的性研究:29。

## 人類以外的動物
不少人類以外的動物皆有表現出双性恋行為。哺乳類動物當中的例子包括倭黑猩猩、虎鯨、寬吻海豚屬。鳥類的例子包括海鷗當中的某些物種、漢波德企鵝。魚類及扁形动物當中也有出現双性恋行為的例子。
許多動物物種皆會跟同性建構涉性或非涉性的關係紐帶；即使在能跟異性成員交配的情況下，也有例子是只選擇同性為其對象——這包括瞪羚、羚羊、美洲野牛、艾草松雞。
但牠們也可能會在未來選擇跟異性從事性行為，或只是隨機地選擇異性作對象。在某些動物中，同性性行為也可能是季節性的，例如雄性海象會在繁殖季節之外經常從事同性性行為，而在繁殖季節則主要從事異性性行為。

## 延伸閱讀

### 一般
- Sigmund Freud. Three Contributions to the Theory of Sex. ISBN 0-486-41603-8

### 古希臘和古羅馬
- Eva Cantarella. Bisexuality in the Ancient World, Yale University Press, New Haven, 1992, 2002. ISBN 978-0-300-09302-5
- Kenneth J. Dover. Greek Homosexuality, New York; Vintage Books, 1978. ISBN 0-394-74224-9
- Thomas K. Hubbard. Homosexuality in Greece and Rome, U. of California Press, 2003. ISBN 0-520-23430-8
- Harald Patzer. Die Griechische Knabenliebe [Greek Pederasty], Wiesbaden: Franz Steiner Verlag, 1982. In: Sitzungsberichte der Wissenschaftlichen Gesellschaft an der Johann Wolfgang Goethe-Universität Frankfurt am Main, Vol. 19 No. 1.
- W. A. Percy III. Pederasty and Pedagogy in Archaic Greece, University of Illinois Press, 1996. ISBN 0-252-02209-2

### 古中国
- 收藏的《Passions of the cut sleeve : the male homosexual tradition in China》

### 各國情況
- Stephen O. Murray and Will Roscoe, et al. Islamic Homosexualities: Culture, History, and Literature, New York: New York University Press, 1997. ISBN 0-8147-7468-7
- J. Wright & Everett Rowson. Homoeroticism in Classical Arabic Literature. 1998. ISBN 0-231-10507-X (pbbk)/ ISBN 0-231-10506-1 (hdbk)
- Gary Leupp. Male Colors: The Construction of Homosexuality in Tokugawa Japan, Berkeley, University of California Press, 1995. ISBN 0-520-20900-1
- Tsuneo Watanabe & Jun'ichi Iwata. The Love of the Samurai. A Thousand Years of Japanese Homosexuality, London: GMP Publishers, 1987. ISBN 0-85449-115-5

### 當代西方
- Bisexuality: Theories, Research, and Recommendations for the Invisible Sexuality by D. Joye Swan and Shani Habibi, Editors ISBN 9783319715346
- Dual Attraction: Understanding Bisexuality by Martin S. Weinberg, Colin J. Williams, & Douglas W. Pryor, ISBN 0195098412
- Bi Any Other Name : Bisexual People Speak Out by Loraine Hutchins, Editor & <Lani Ka'ahumanu, Editor ISBN 1-55583-174-5
- Getting Bi : Voices of Bisexuals Around the World by Robyn Ochs, Editor & Sarah Rowley, Editor ISBN 0-9653881-4-X
- The Bisexual Option by Fritz Klein, MD ISBN 1-56023-033-9
- Bi Men : Coming Out Every Which Way by Ron Suresha and Pete Chvany, Editors ISBN 978-1-56023-615-3
- Bi America : Myths, Truths, And Struggles of an Invisible Community by William E. Burleson ISBN 978-1-56023-478-4
- Bisexuality in the United States : A Social Science Reader by Paula C. Rodriguez Rust, Editor ISBN 0-231-10226-7
- Bisexuality : The Psychology and Politics of an Invisible Minority by Beth A. Firestein, Editor ISBN 0-8039-7274-1
- Current Research on Bisexuality by Ronald C. Fox PhD, Editor ISBN 978-1-56023-289-6

### 其他
- Bryant, Wayne M.. Bisexual Characters in Film: From Anais to Zee. Haworth Gay & Lesbian Studies, 1997. ISBN 1-56023-894-1
- Moreno-Domínguez, Silvia; Raposo, Tania; Elipe, Paz. . Frontiers in Psychology. 2019, 10: 903. ISSN 1664-1078. PMC 6520663 . PMID 31143139. doi:10.3389/fpsyg.2019.00903.